# NGC 896
NGC 896 je emisijska maglica u zviježđu Kasiopeji.

## Vanjske poveznice
- SEDS: NGC 896